# 埃涅迪·伊尔迪科
埃涅迪·伊尔迪科（匈牙利語：Enyedi Ildikó，1955年11月15日—），匈牙利女导演和编剧，至今执导了九部影片。

## 事业
1989年作品 Az én XX. századom 获得戛纳影展金摄影机奖。1992年她担任第42届柏林影展评审。1994年作品《魔幻獵人》入选第51届威尼斯影展主竞赛片。2007年担任第29届莫斯科影展评审。
2017年电影获得第67届柏林影展金熊奖。

## 电影作品
- Vakond （1986年）
- Az én XX. századom （1989年）
- Magic Hunter （1994年）
- A Gyár （1995年）
- Tamás és Juli （1997年）, made for 2000, Seen By...[6]
- Simon mágus （1999年）
- Európából Európába （2004年）
- Első szerelem （2008年）
- （2017年）